# Прислуч (Шепетівський район)
При́случ — село в Україні, у Полонській міській громаді Шепетівського району Хмельницької області. Стара назва — Тиранівка. Населення становить 918 осіб.

## Історія
В інвентарному описі маєтностей князя Острозького від 1620 р. згадується замковий двір в Тиранівці. Будинок складався з «ізби», сіней та пекарні. В двір входили три комори, сирник, відгодівельний саж, обора та гумно, була також винниця та солодовня. Село відносилося тоді до Полонської волості.
З 1648 року Прислуч входив до Полонської сотні козацького Волинського полку в Українській державі Богдана Хмельницького.
У 1885 році Тиранівка відносилася до Велико-Новоселицької волості (Новоград-Волинського повіту).
7 (20) листопада 1917 року, відповідно до Третього Універсалу Української Центральної Ради, увійшло до складу Української Народної Республіки.
Село постраждало в часі Голодомору 1932—1933 років, за різними даними, померло до 100 осіб.
14 листопада 2014 року у селі було завалено пам'ятник Леніну.
12 червня 2020 року, відповідно до розпорядження Кабінету Міністрів України № 727-р «Про визначення адміністративних центрів та затвердження територій територіальних громад Хмельницької області», увійшло до складу Полонської міської територіальної громади.
19 липня 2020 року, в результаті адміністративно-територіальної реформи та ліквідації Полонського району, село увійшло до складу Шепетівського району.

## Населення

### Мова
Розподіл населення за рідною мовою за даними перепису 2001 року:
| Мова       | Кількість | Відсоток |
| ---------- | --------- | -------- |
| українська | 709       | 99.44%   |
| російська  | 4         | 0.56%    |
| Усього     | 713       | 100%     |